# Иван Ђоковић
Иван Ђоковић (рођен 20. децембра, 1982. у Чачку, СФР Југославија, СР Србија) је српски фудбалер који тренутно наступа за Полет Љубић.